# Kąty (Osada)
Kąty (Osada) (auch: Pochylnia Kąty, deutsch Kanthen (Geneigte Ebene)) ist ein Ort in der polnischen Woiwodschaft Ermland-Masuren. Er gehört zur Gmina Pasłęk (Stadt-und-Land-Gemeinde Preußisch Holland) im Powiat Elbląski (Kreis Elbing).

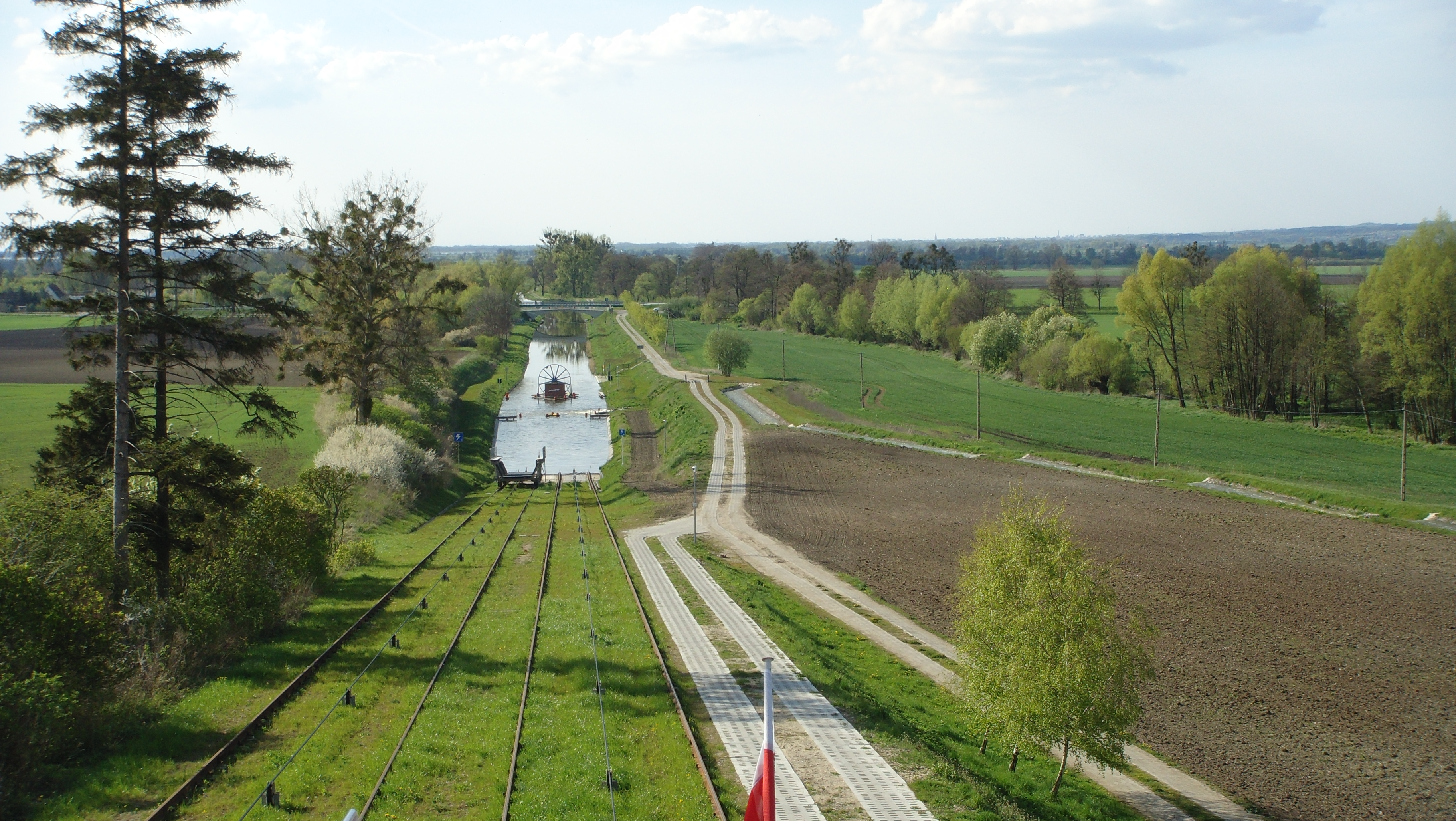
Geneigte Ebene Nr. 2 (Kąty) (Kanthen)/Oberländischer Kanal (Kanał Elbląski)

## Geographische Lage
Kąty (Osada) liegt am Oberländischen Kanal (polnisch Kanał Elbląski) im nördlichen Westen der Woiwodschaft Ermland-Masuren, sechs Kilometer südwestlich der früheren Kreisstadt Preußisch Holland (polnisch Pasłęk) bzw. 20 Kilometer südöstlich der heutigen Kreismetropole Elbląg (deutsch Elbing). Das Dorf Kąty (Kanthen) liegt 1 Kilometer entfernt in südöstlicher Richtung.

## Geschichte
Die Osada (= „Siedlung“) Kąty gibt es als eigenständigen Ort erst seit der Zeit nach 1945. Bis dahin war die Geneigte Ebene Nr. 2 (Kanthen) in den Gutsbezirk Dorf Kanthen, ab 1928 in die Landgemeinde Kalthof (polnisch Rydzówka) im ostpreußischen Kreis Preußisch Holland einbezogen. Aus dem Jahre 1910 ist die Einwohnerzahl bekannt: 23 Menschen wohnten in den Häusern an der Geneigten Ebene Kanthen. Mit der in Kriegsfolge 1945 erfolgten Abtretung des gesamten südlichen Ostpreußen an Polen erhielt die Geneigte Ebene Kanthen die polnische Namensform „Kąty (Osada)“ und wurde verselbständigt. Für sie gilt auch die polnische Bezeichnung Pochylnia Kąty.
Kąty (Osada), auch: Pochylnia Kąty, ist eine von fünf Kammerschleusen des Oberländischen Kanals zwischen Ostróda (Osterode) und Elbląg (Elbing), Bereits seit 1839 geplant wurde 1860 die ungewöhnliche Schiffsschleusung auf Schienentransportwagen über Rollberge über eine Höhe von etwa 100 Meter Wirklichkeit und ist noch heute in Betrieb. Die Geneigte Ebene Kanthen bewältigt eine Höhe von 18 Metern auf einer Länge von 450 Metern. Die Distanz zur nächsten geneigten Ebene beträgt 2,9 Kilometer.
Die Siedlung Kąty (Osada) ist heute eine Ortschaft innerhalb der Gmina Pasłęk (Stadt-und-Land-Gemeinde Preußisch Holland) im Powiat Elbląski (Kreis Elbing), von 1975 bis 1998 der Woiwodschaft Elbląg, seither der Woiwodschaft Ermland-Masuren zugehörig.

## Religion
Als Teil der Gutsgemeinde Kanthen waren die Einwohner der Geneigten Ebene Kanthen vor 1945 in die evangelische Kirche Grünhagen (polnisch Zielonka Pasłęcka) bzw. in die römisch-katholische Pfarrei Preußisch Holland (Pasłęk) eingegliedert.
Heute gehört Kąty (Osada) zur evangelischen St.-Georgs-Kirche Pasłęk in der Diözese Masuren der Evangelisch-Augsburgischen Kirche in Polen bzw. zur katholischen Pfarrei in Zielonka Pasłęcka im Bistum Elbląg.

## Verkehr
Kąty (Osada) ist vom Dorf Kąty aus über einen Landweg zu erreichen. Die nächste Bahnstation ist Nowa Wieś Cierpkie (Neuendorf-Friedheim) an der PKP-Bahnlinie 220: Olszytn–Bogczewo.